# Государственный банк СССР
Государственный банк СССР (до 1923 года — Государственный банк РСФСР) — главный банк СССР, с 1987 года — центральный банк Советского Союза, до этого времени — единый эмиссионный, кассовый и расчётный центр Советского государства, основной банк кредитования и финансирования народного хозяйства и населения.
Государственный банк СССР представлял собой единую централизованную систему, подотчётную, в соответствии с Законом СССР от 11 декабря 1990 года № 1828-1 «О Государственном банке СССР», Верховному Совету СССР и независимую от исполнительных и распорядительных органов государственной власти. До принятия этого закона, в соответствии с Уставами Государственного банка СССР от 29 октября 1960 года, 18 декабря 1980 года и 1 сентября 1988 года, он был непосредственно подчинён советскому правительству — Совету Министров СССР.
Госбанк являлся единственным эмиссионно-кассовым и расчётно-кредитным центром страны: монопольно осуществлял эмиссию денег, управлял налично-денежным оборотом, проводил безналичные расчёты, краткосрочное кредитование всех основных отраслей народного хозяйства и долгосрочное кредитование сельского хозяйства, на него было возложено кассовое исполнение государственного бюджета. В процессе реализации возложенных на него функций Госбанк СССР осуществлял общегосударственный контроль за выполнением предприятиями и организациями установленных для них планов производства и реализации продукции и за соблюдением финансовой дисциплины. Он был наделён статусом юридического лица.

## История

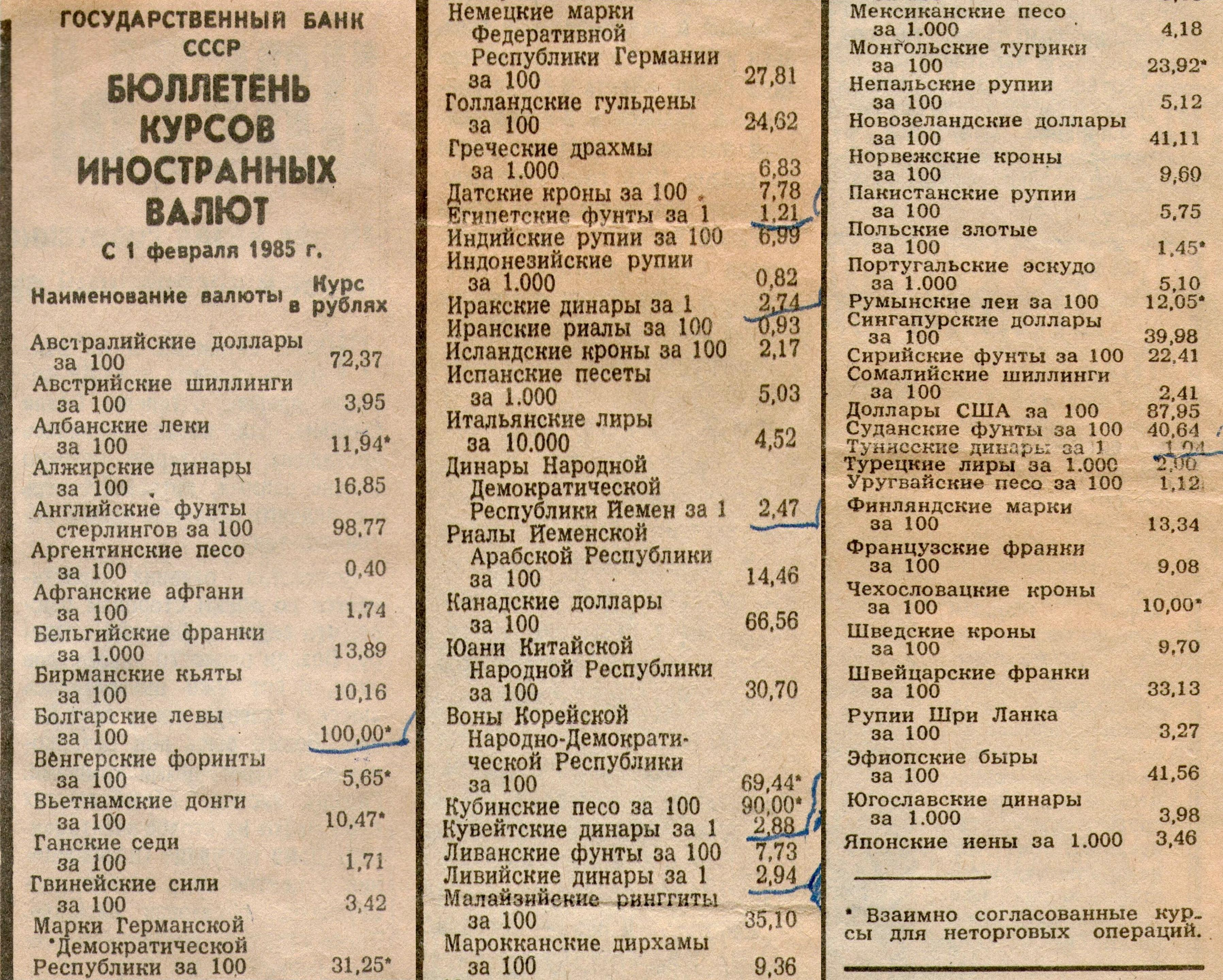
Бюллетень курсов иностранных валют
Госбанка СССР с 1 февраля 1985 года.
Опубликовано в газете «Известия»

В течение 1917—1920 годов Совнарком РСФСР проводил политику по ликвидации денежного обращения в стране. С января 1920 года в республике не существовало банков. Ситуация изменилась с началом проведения в середине 1921 года Новой экономической политики. Для возобновления товарно-денежных отношений необходимо было восстановить кредитную систему в стране.
15 октября 1921 был создан (в составе Наркомата финансов) Государственный банк РСФСР с капиталом в размере двух трлн рублей. Свою работу данный орган начал 16 ноября того же года. Основными целями деятельности Госбанка были: восстановление денежного обращения и контроль за его осуществлением; содействие развитию промышленности, сельского хозяйства и товарооборота. Декретом СНК РСФСР от 11 октября 1922 года Госбанку было предоставлено право эмиссии банковских билетов. С началом эмиссии червонцев началась денежная реформа, в результате которой была прекращена галопирующая послевоенная инфляция. Впоследствии банку было предоставлено право выпуска государственных казначейских билетов и разменной монеты.
Госбанк РСФСР осуществлял ряд банковских операций: выдачу ссуд, открытие онкольных кредитов с обеспечением товарами и товарными документами, учёт векселей, купля-продажа ценных бумаг, вкладные, валютные, переводные и другие операции. В это время банком из-за значительных темпов инфляции в стране был установлен высокий процент по ссудным операциям, равный 8 % для государственных и 12 % для частных предприятий в месяц.
В 1923 году Государственный банк РСФСР был преобразован в Государственный банк СССР. Количество отделений Госбанка СССР с 1923 по 1925 годы увеличилось почти в два раза (с 251 до 448).
В годы Великой Отечественной войны Госбанк СССР сыграл немаловажную роль, организуя и обеспечивая банковскую деятельность в действующей армии и в тылу, в том числе создав полевые учреждения Госбанка. Но были ошибки и проблемы с эвакуацией некоторых отделений и контор Госбанка на начальном периоде войны.
В марте 1950 года было установлено золотое содержание рубля в размере 0,222168 грамма чистого золота. 23 апреля 1954 года Госбанк был выделен из состава Министерства финансов СССР. В апреле 1959 года в связи с реорганизацией кредитной системы Госбанку была передана часть операций Сельхозбанка, Цекомбанка и коммунальных банков. В 1960 году Госбанк начал составлять планы кредитования долгосрочных вложений. В январе 1961 года была проведена денежная реформа, в ходе которой новые денежные знаки были обменены на старые в соотношении 1:10. Одновременно золотое содержание рубля было увеличено всего в 4 раза и составило 0,987412 грамма чистого золота. С 1963 года в ведение Госбанка были переданы государственные трудовые сберегательные кассы. В 1965—1969 годах в ходе проведения хозяйственной реформы в деятельности Госбанка произошли изменения, связанные с кредитованием и расчётами, с планированием и регулированием денежного обращения, финансированием капиталовложений и организацией сберегательного дела. Основными видами кредитования промышленности стали кредитование по обороту материальных ценностей и затрат на заработную плату и по простым ссудным счетам.
20 декабря 1991 Президиумом Верховного Совета РСФСР было принято Постановление, где говорилось об упразднении на территориях государств — членов СНГ всех органов бывшего Советского Союза, после чего здания Госбанка были взяты под охрану, а всё его имущество, находившееся в РСФСР, включая активы и пассивы, передано непосредственно Центральному банку этой республики (Банку России). 26 декабря того же года Совет Республик Верховного Совета СССР принял аналогичные нормативные правовые акты об освобождении от обязанностей Председателя Госбанка СССР Виктора Геращенко и его первого заместителя Валерьяна Куликова.
Государственный банк СССР официально прекратил свою деятельность с 1 марта 1992 года.
Несмотря на это, Центральный банк России на своём официальном сайте ежемесячно публикует официальные курсы иностранных валют по отношению к советскому рублю, применяемые в платёжно-расчётных отношениях Российской Федерации с иностранными государствами по торговым и кредитным соглашениям бывшего Советского Союза.

## Процентная ставка
Величина процентной ставки Госбанка СССР в 1988—1989 годах составляла 4-5 %, в 1990 году — 6 %, в 1991 году — 8-12 %.

## Председатели правления[8]
- Шейнман А. Л. — 1921—1924, 1926—1929
- Туманов Н. Г. (и. о.) — 1924—1926
- Пятаков Г. Л. — 1929—1930
- Калманович М. И. — 1930—1934
- Марьясин Л. Е. — 1934—1936
- Кругликов С. Л. — 1936—1937
- Гричманов А. П. — 1937—1938
- Булганин Н. А. — 1938—1940
- Соколов Н. К. — 1940
- Булганин Н. А. — 1940—1945
- Голев Я. И. — 1945—1948
- Попов В. Ф. — 1948—1958
- Булганин Н. А. — 1958
- Коровушкин А. К. — 1958—1963
- Посконов А. А. — 1963—1969
- Свешников М. Н. — 1969—1976
- Алхимов В. С. — 1976—1986
- Деменцев В. В. — 1986—1987
- Гаретовский Н. В. — 1987—1989
- Геращенко В. В. — 1989—1991
- Зверев А. В. (и. о.) — 1991

## Знаки различия
Форма одежды и знаки различия работников Государственного банка СССР:
| Описание            | Знаки различия: петлицы персонального звания (1948—1954)  | Знаки различия: петлицы персонального звания (1948—1954) | Знаки различия: петлицы персонального звания (1948—1954) | Знаки различия: петлицы персонального звания (1948—1954) | Знаки различия: петлицы персонального звания (1948—1954) |
| ------------------- | --------------------------------------------------------- | -------------------------------------------------------- | -------------------------------------------------------- | -------------------------------------------------------- | -------------------------------------------------------- |
| Группа              | Высший руководящий состав                                 | Высший руководящий состав                                | Высший руководящий состав                                | Высший руководящий состав                                | Высший руководящий состав                                |
| Персональное звание | Действительный Государственный советник финансовой службы | Государственный советник финансовой службы               | Государственный советник финансовой службы I ранга       | Государственный советник финансовой службы II ранга      | Государственный советник финансовой службы III ранга     |
| Петлицы             |                                                           |                                                          |                                                          |                                                          |                                                          |

| Описание            | Знаки различия: петлицы персонального звания (1948—1954) | Знаки различия: петлицы персонального звания (1948—1954) | Знаки различия: петлицы персонального звания (1948—1954) | Знаки различия: петлицы персонального звания (1948—1954) |
| ------------------- | -------------------------------------------------------- | -------------------------------------------------------- | -------------------------------------------------------- | -------------------------------------------------------- |
| Группа              | Старший руководящий состав                               | Старший руководящий состав                               | Старший руководящий состав                               | Старший руководящий состав                               |
| Персональное звание | Старший советник финансовой службы                       | Старший советник финансовой службы I ранга               | Старший советник финансовой службы II ранга              | Старший советник финансовой службы III ранга             |
| Петлицы             |                                                          |                                                          |                                                          |                                                          |

| Описание            | Знаки различия: петлицы персонального звания (1948—1954) | Знаки различия: петлицы персонального звания (1948—1954) | Знаки различия: петлицы персонального звания (1948—1954) | Знаки различия: петлицы персонального звания (1948—1954) |
| ------------------- | -------------------------------------------------------- | -------------------------------------------------------- | -------------------------------------------------------- | -------------------------------------------------------- |
| Группа              | Средний состав                                           | Средний состав                                           | Средний состав                                           | Средний состав                                           |
| Персональное звание | Советник финансовой службы                               | Советник финансовой службы I ранга                       | Советник финансовой службы II ранга                      | Советник финансовой службы III ранга                     |
| Петлицы             |                                                          |                                                          |                                                          |                                                          |

| Описание            | Знаки различия: петлицы персонального звания (1948—1954) | Знаки различия: петлицы персонального звания (1948—1954) | Знаки различия: петлицы персонального звания (1948—1954) |
| ------------------- | -------------------------------------------------------- | -------------------------------------------------------- | -------------------------------------------------------- |
| Группа              | Младший состав                                           | Младший состав                                           | Младший состав                                           |
| Персональное звание | Младший советник финансовой службы I ранга               | Младший советник финансовой службы II ранга              | Младший советник финансовой службы III ранга             |
| Петлицы             |                                                          |                                                          |                                                          |